# Erik Dellums
Erik Todd Dellums (San Francisco Bay Area, 23 settembre 1964) è un attore e doppiatore statunitense.

## Biografia
Figlio di Ron Dellums, già deputato alla Camera dei rappresentanti per la California e sindaco di Oakland, e dell'avvocatessa Leola Roscoe, Erik Todd Dellums è nato nella San Francisco Bay Area (California) e si è trasferito a Washington, D.C. da adolescente; sua sorella Piper Dellums è un'autrice. Si è laureato all'Università Brown nel 1986 e da allora ha lavorato a Los Angeles, New York City e Washington, D.C. Notevole la sua statura: è alto 1,98 cm.

## Carriera
Ha iniziato a lavorare nel mondo del cinema come comparsa e/o con piccoli ruoli nei primi film di Spike Lee; in seguito ha interpretato ruoli minori in alcune serie televisive poliziesche come New York Undercover, Homicide (in cui interpreta per due stagioni il signore della droga Luther Mahoney) e The Wire. Nel corso degli anni impersona, tra i vari ruoli, il parrucchiere al Sullivan Show nel film biografico The Doors (1991) diretto da Oliver Stone - film in cui è accreditato come Erik Dellems - e Jeremy il segretario di Calloway (Peter Boyle) in Il dottor Dolittle (1998). Come doppiatore è noto soprattutto per aver prestato la voce a DJ Tre Cani (nell'originale DJ Three-Dog) nel videogioco Fallout 3, al Principe Arcann, il principale antagonista di Knights of the Fallen Empire (espansione del 2015 di Star Wars: The Old Republic) e ad Aaravos, uno dei principali antagonisti della serie animata Netflix Il principe dei draghi.
Gli scritti politici e sociali di Dellums sul suo blog personale sono stati notati nel 2011 e le sue critiche alla presidenza di Barack Obama gli hanno permesso di apparire come ospite su Fox News.

## Filmografia

### Cinema
- Lola Darling (She's Gotta Have It), regia di Spike Lee (1986)
- Fa' la cosa giusta (Do the Right Thing), regia di Spike Lee (1989)
- The Doors, regia di Oliver Stone (1991)
- Il dottor Dolittle (Dr. Dolittle), regia di Betty Thomas (1998)

### Televisione
- Homicide  (Homicide: Life on the Street) – serie TV, 6 episodi (1996-1998)
- New York Undercover – serie TV, episodio Change, Change, Change, ruolo: Mohammad (1998)
- Walker Texas Ranger, episodio The Children of Halloween, ruolo: David "Lucifer" Thompson (1998)
- Il colore dell'amicizia (The Color of Friendship), regia di Kevin Hooks – film TV (2000)
- The Wire – serie TV, 6 episodi (2002-2004)
- Homeland" - serie TV, stagione 3 episodio 3

## Doppiaggio

### Serie animate
- Koh in Avatar - La leggenda di Aang (Avatar: The Last Airbender)
- Aaravos in Il principe dei draghi (The Dragon Prince)

### Videogiochi
- DJ Tre Cani in Fallout 3 (2008)
- Nazir in The Elder Scrolls V: Skyrim  (2011)
- Principe/Imperatore Arcann nelle espansioni Knights of the Fallen Empire (2015) e Knights of the Eternal Throne di Star Wars: The Old Republic